# Vaccinium bracteatum
Vaccinium bracteatum är en ljungväxtart som beskrevs av Carl Peter Thunberg. Vaccinium bracteatum ingår i Blåbärssläktet, och familjen ljungväxter.

## Underarter
Arten delas in i följande underarter:
- V. b. chinense
- V. b. obovatum
- V. b. rubellum
- V. b. thysanocalyx

## Bildgalleri

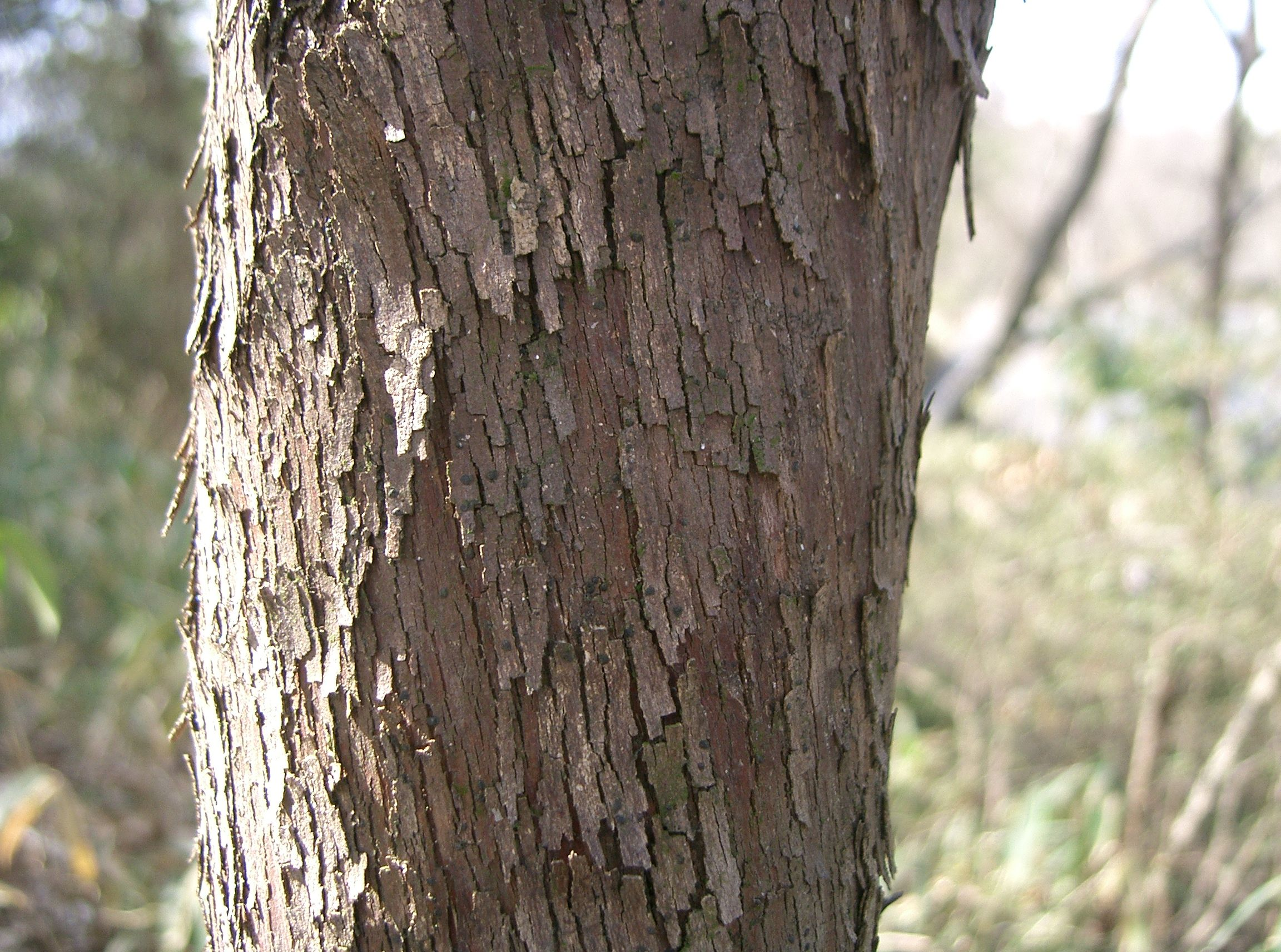
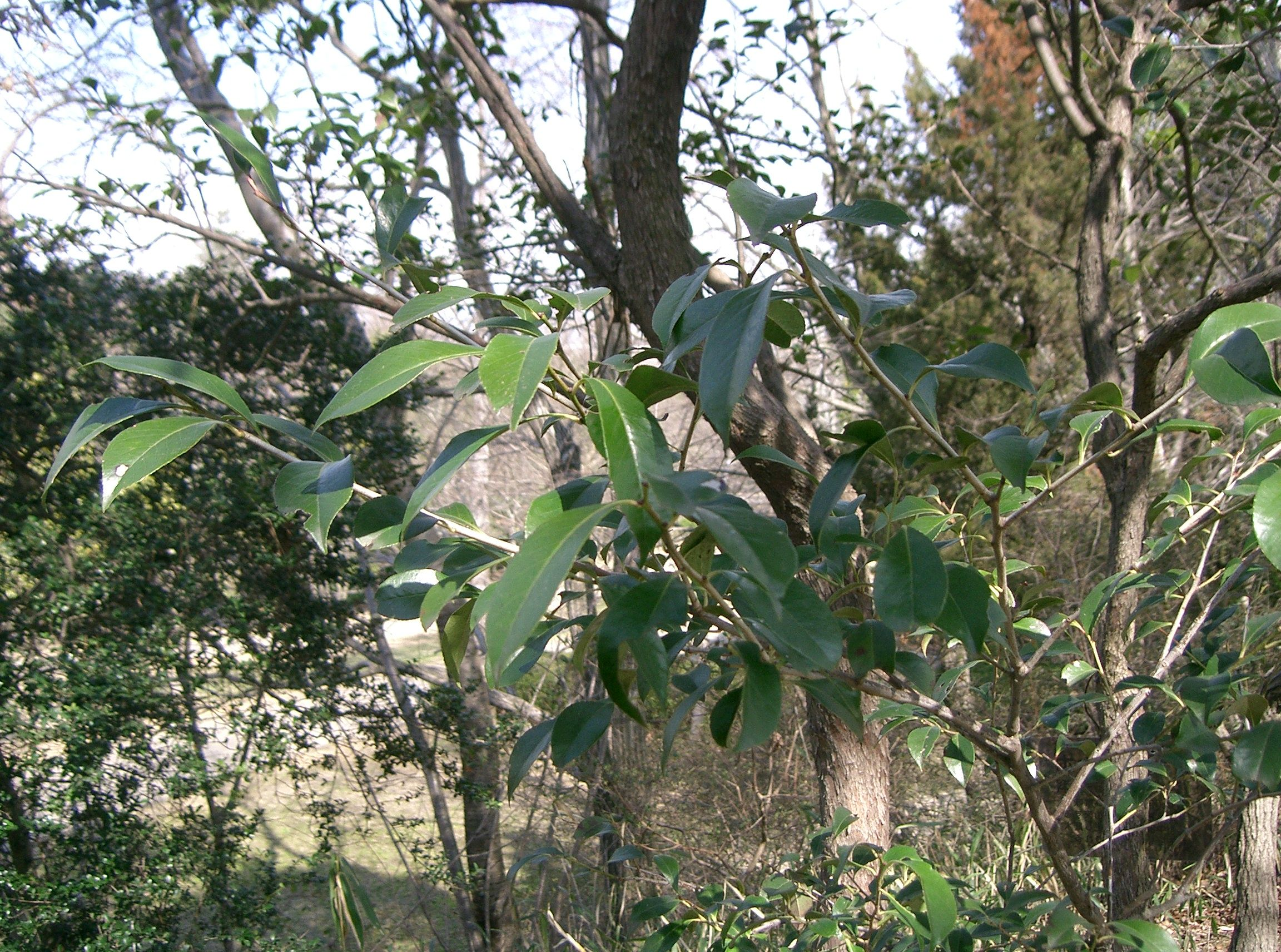
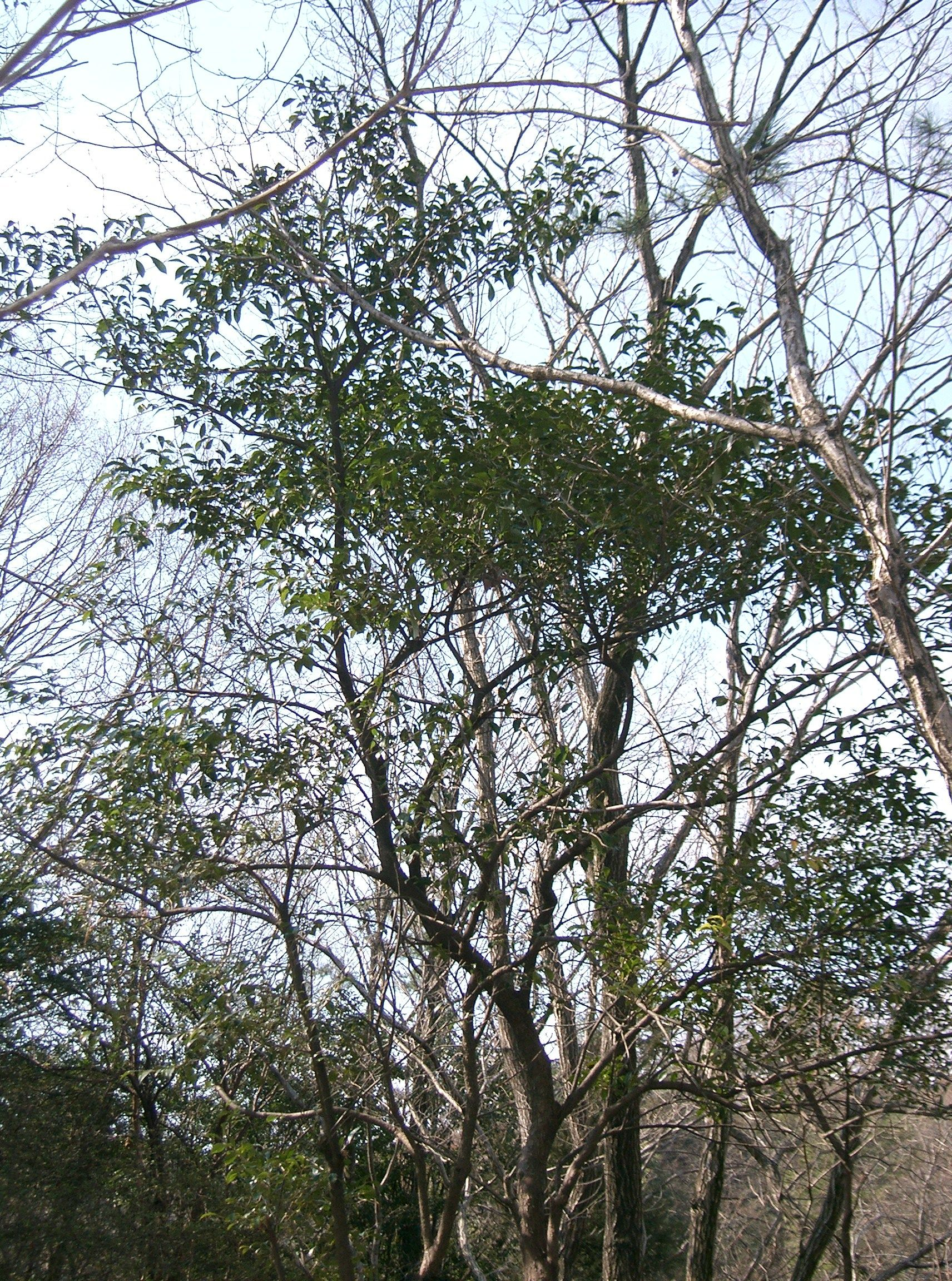